# Achrysocharoides bukkensis
Achrysocharoides bukkensis är en stekelart som först beskrevs av Erdös 1958.  Achrysocharoides bukkensis ingår i släktet Achrysocharoides, och familjen finglanssteklar. Arten är reproducerande i Sverige.